# ミハイル・ムンチャン
ミハイル・ウラディミロヴィチ・ムンチャン（ロシア語: Михаил Владимирович Мунтян, ラテン文字転写: Mikhail Vladimirovich Muntyan、1935年12月13日 - 2024年8月17日）は、ソビエト連邦、ロシアのピアニスト、チェンバリスト。

## 概要
ヤコフ・フリエールに師事しグネーシン音楽大学を卒業する。1962年にモスクワ放送交響楽団の専任ピアニストとなり、ゲンナジー・ロジェストヴェンスキー、ウラジーミル・フェドセーエフの下でアンサンブルの一員として1976年まで活動した。この間、オーケストラの活動と並行して、ルドルフ・バルシャイの指揮するモスクワ室内管弦楽団の演奏会やセッション録音に参加したり、伴奏ピアニストとしての活動も行っていた。1975年にフョードル・ドルジーニンと共に行ったショスタコーヴィチの『ヴィオラソナタ』初演は特に知られている。
1976年からユーリ・バシュメットのアンサンブル・パートナーとなり、「ムンチャンが忙しい時にリヒテルと組むんだ」とバシュメットに冗談を言わせるほど強固な関係を築いた。バシュメットの指揮するモスクワ・ソロイスツの活動にも数多く参加している。
2024年8月17日に没し、ヴァガニコヴォ墓地に埋葬された。訃報はバシュメットにより発表されている。

## 主な録音
メロディア期
ルドルフ・バルシャイ指揮モスクワ室内管弦楽団との協演
- ヴィヴァルディ：室内協奏曲 ト短調 RV.103
- ヨハン・ゼバスティアン・バッハ：フーガの技法[注 2]

フョードル・ドルジーニンとの協演
- ヴァインベルク、フリド（ロシア語版）：ヴィオラソナタ
- グリンカ：ヴィオラソナタ（ロシア語版）
- ショスタコーヴィチ：ヴィオラソナタ

ユーリ・バシュメットとの協演
- シューベルト：アルペジョーネソナタ
- ヒンデミット、エネスク、ゴロヴィン（ドイツ語版）：ヴィオラ作品集
- ゴロヴィン：協奏交響曲第2番（ウラディーミル・ヴェルビツキー伴奏指揮）
- ブラームス：ヴィオラソナタ

その他
- ヨハン・ゼバスティアン・バッハ：3台のチェンバロのための協奏曲、4台のチェンバロのための協奏曲（アレクセイ・リュビモフ、ボリス・ベルマン、レフ・マルキズらとの協演）
- ヨハン・ゼバスティアン・バッハ：ヴィオラ・ダ・ガンバのためのソナタ（アラ・ヴァシリエヴァとの協演）

RCA期
ユーリ・バシュメットとの協演
- グリンカ、ロスラヴェッツ、ショスタコーヴィチ：ヴィオラソナタ集
- シューベルト：アルペジョーネソナタ 他
- ブラームス：ヴィオラソナタ

## 受賞
- 1989年：ロシア・ソビエト連邦社会主義共和国功労芸術家
- 2003年：ロシア連邦人民芸術家[5]
- 2011年：友好勲章（ロシア語版）[6]